# 베스틀란주

베스틀란주의 위치

베스틀란주(노르웨이어: Vestland fylke)는 노르웨이 서부에 위치한 주로, 주도는 베르겐, 레이캉에르이며 면적은 33,870.99 km2이다. 남쪽으로는 베스트폴오그텔레마르크주, 로갈란주, 서쪽으로는 북해, 북쪽으로는 뫼레오그롬스달주, 동쪽으로는 인란데주, 노를란주와 접한다. 43개 지방 자치체를 관할한다.
2020년 1월 1일 호르달란주와 송노피오라네주가 통합하여 설립된 주이다.

베스틀란주의 문장